# 루이스 데 소우사 페레이라
루이스 알폰소 데 소우사 페레이라 우비(스페인어: Luis Alfonso de Souza Ferreira Huby, 1908년 10월 6일 ~ 2008년 9월 29일)는 페루의 전 축구 선수이다.
소우사는 페루의 클럽 우니베르시타리오 데포르테스에서만 선수 생활을 하였다.
또한 페루 축구 국가대표팀으로 2경기 4득점을 하였는데, 이 중 하나가 1930년 FIFA 월드컵 루마니아를 상대로 기록한 1득점이다. 이 득점 이후 페루가 다시 월드컵에서 골을 넣기까지는 40년이란 세월이 걸렸다.

## 같이 보기
- 원클럽맨 명단